# 粗茎棱子芹
粗茎棱子芹（学名：Pleurospermum crassicaule）为伞形科棱子芹属的植物，为中国的特有植物。分布在中国大陆的青海、甘肃、四川、云南等地，生长于海拔3,000米至4,500米的地区，多生在山坡草地，目前尚未由人工引种栽培。